# Cyrtacanthacris
Cyrtacanthacris is een geslacht van rechtvleugeligen uit de familie veldsprinkhanen (Acrididae). De wetenschappelijke naam van dit geslacht is voor het eerst geldig gepubliceerd in 1870 door Walker.

## Soorten
Het geslacht Cyrtacanthacris omvat de volgende soorten:
- Cyrtacanthacris aeruginosa Stoll, 1813
- Cyrtacanthacris celebensis Finot, 1907
- Cyrtacanthacris consanguinea Serville, 1838
- Cyrtacanthacris consobrina Walker, 1870
- Cyrtacanthacris neocaledonica Finot, 1907
- Cyrtacanthacris sulphurea Johnston, 1935
- Cyrtacanthacris tatarica Linnaeus, 1758